# كيم رودريغيز
كيم رودريغيز هي ممثلة فلبينية، ولدت في 14 أغسطس 1994 في San Mateo, Rizal ‏ في الفلبين.

## وصلات خارجية
- كيم رودريغيز على موقع IMDb (الإنجليزية)